# San Vicente de la Barquera
San Vicente de la Barquera é um município da Espanha na comarca Costa Ocidental, da qual é capital, província e comunidade autónoma da Cantábria. Tem 41,5 km² de área e em 2021 tinha 4 073 habitantes (densidade: 98,1 hab./km²).

## Demografia
| Variação demográfica do município entre 1991 e 2004 [carece de fontes?] | Variação demográfica do município entre 1991 e 2004 [carece de fontes?] | Variação demográfica do município entre 1991 e 2004 [carece de fontes?] | Variação demográfica do município entre 1991 e 2004 [carece de fontes?] |
| ----------------------------------------------------------------------- | ----------------------------------------------------------------------- | ----------------------------------------------------------------------- | ----------------------------------------------------------------------- |
| 1991                                                                    | 1996                                                                    | 2001                                                                    | 2004                                                                    |
| 4515                                                                    | 4395                                                                    | 4391                                                                    | 4464                                                                    |